# Historia Iwano-Frankiwska
Iwano-Frankiwsk (ukr. Івано-Франківськ, Iwano-Frankiwśk) jest jednym z centrów administracyjnych w zachodniej części Ukrainy a jego historia liczy ponad 350 lat. Założone zostało 7 maja 1662 roku przez hetmana Andrzeja Potockiego na cześć jego ojca Stanisława Rewery Potockiego (lub pierworodnego syna Stanisława). Lokację zatwierdził król Jan Kazimierz 14 sierpnia 1663 we Lwowie. Potoccy ze Stanisławowa uczynili jedną z siedzib swojego rodu i nadali miastu herb ozdobiony rodowym herbem Potockich Pilawa.
Do 1962 roku znane pod nazwą Stanisławów. W czasach radzieckich podjęto decyzję o zmianie nazwy miasta. W 1962 roku, podczas obchodów 300-lecia miasta, jego nazwa została zmieniona na Iwano-Frankiwsk, na cześć ukraińskiego pisarza Iwana Franki.

## Historia

### I Rzeczpospolita (1662-1772)
Miasto o nazwie Stanisławów, z wzniesioną twierdzą broniło Rzeczpospolitą Obojga Narodów przed najazdami Tatarów i było wzmocnieniem regionu, w przypadku powstań, np. Chmielnickiego. Twierdza została zbudowana na gruntach wsi Zabłotów, które były znane od 1435 i Knihinin (1449). Wieś Zabłotów i ziemie wokół niej zostały zakupione przez Stanisława „Rewerę” Potockiego od innego szlachcica Rzeczkowskiego. Obszar ten został wykorzystany do rekreacji i polowań. Nazwa miasta została później wymyślona przez syna Stanisława, szlachcica Andrzeja Potockiego upamiętniająca swego ojca oraz swego pierworodnego syna Stanisława.

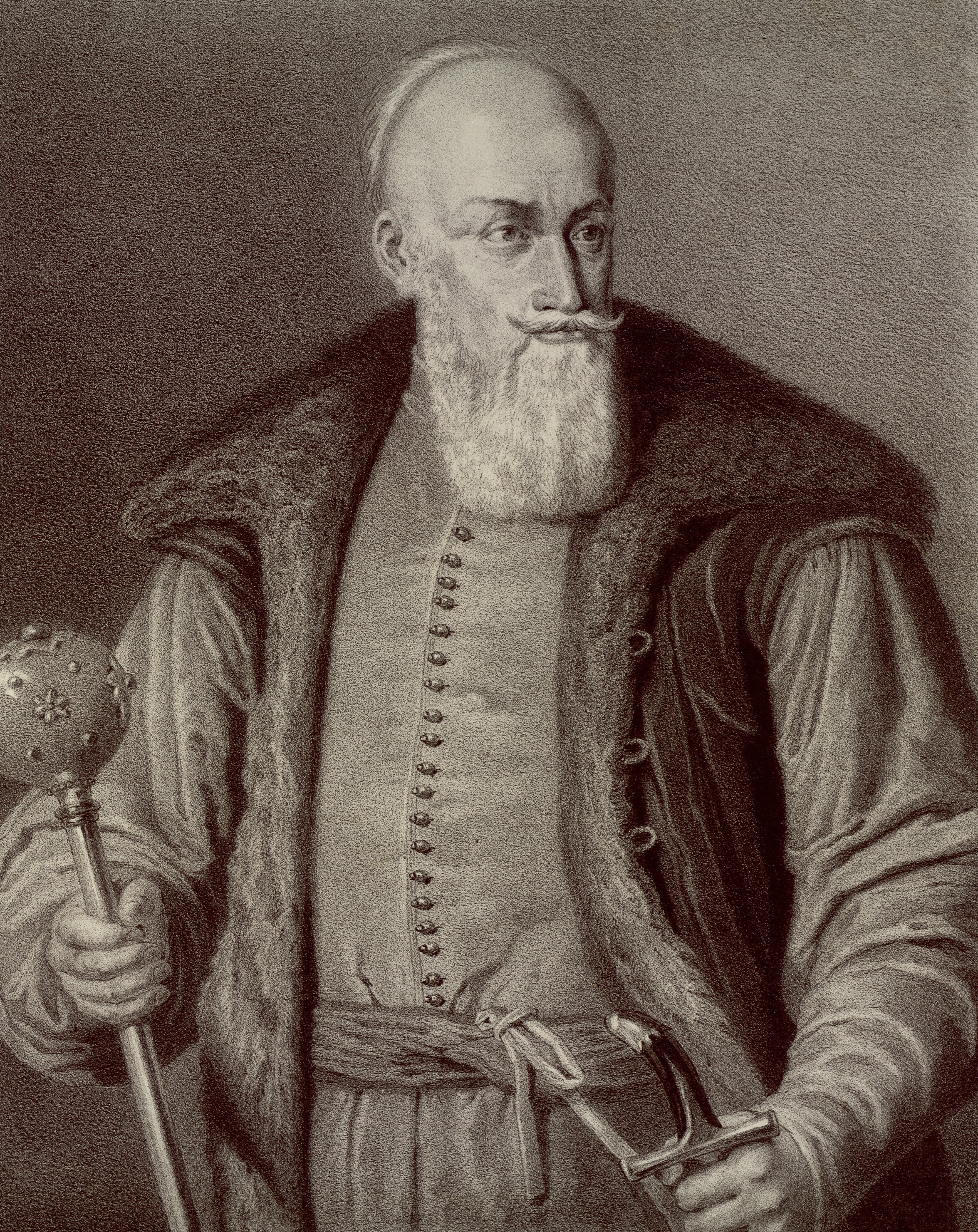
Stanisław „Rewera” Potocki

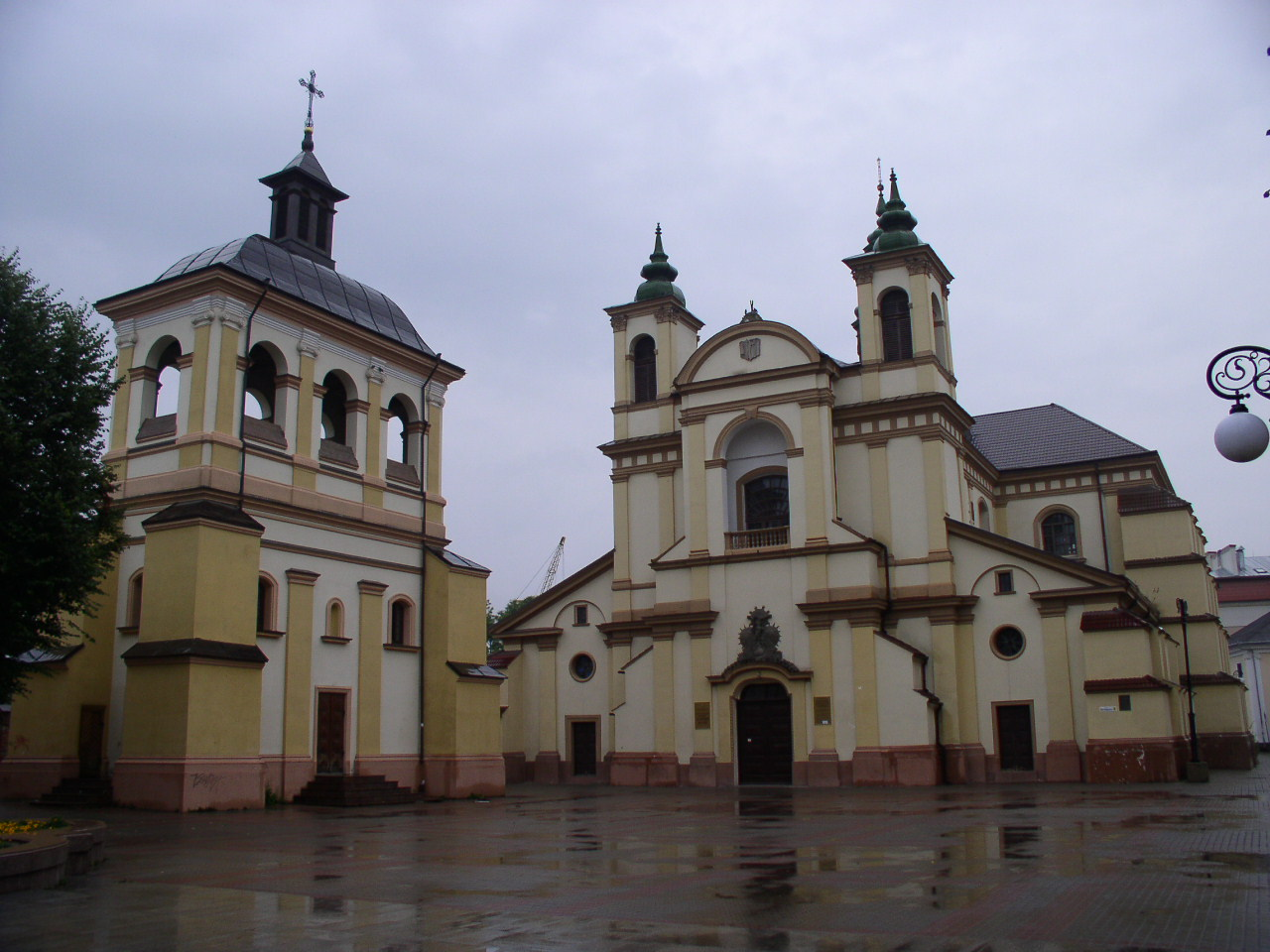
Miejski Muzeum Sztuki na Placu Szeptyckiego (dawny kościół parafialny pw Najświętszej Maryi Panny)

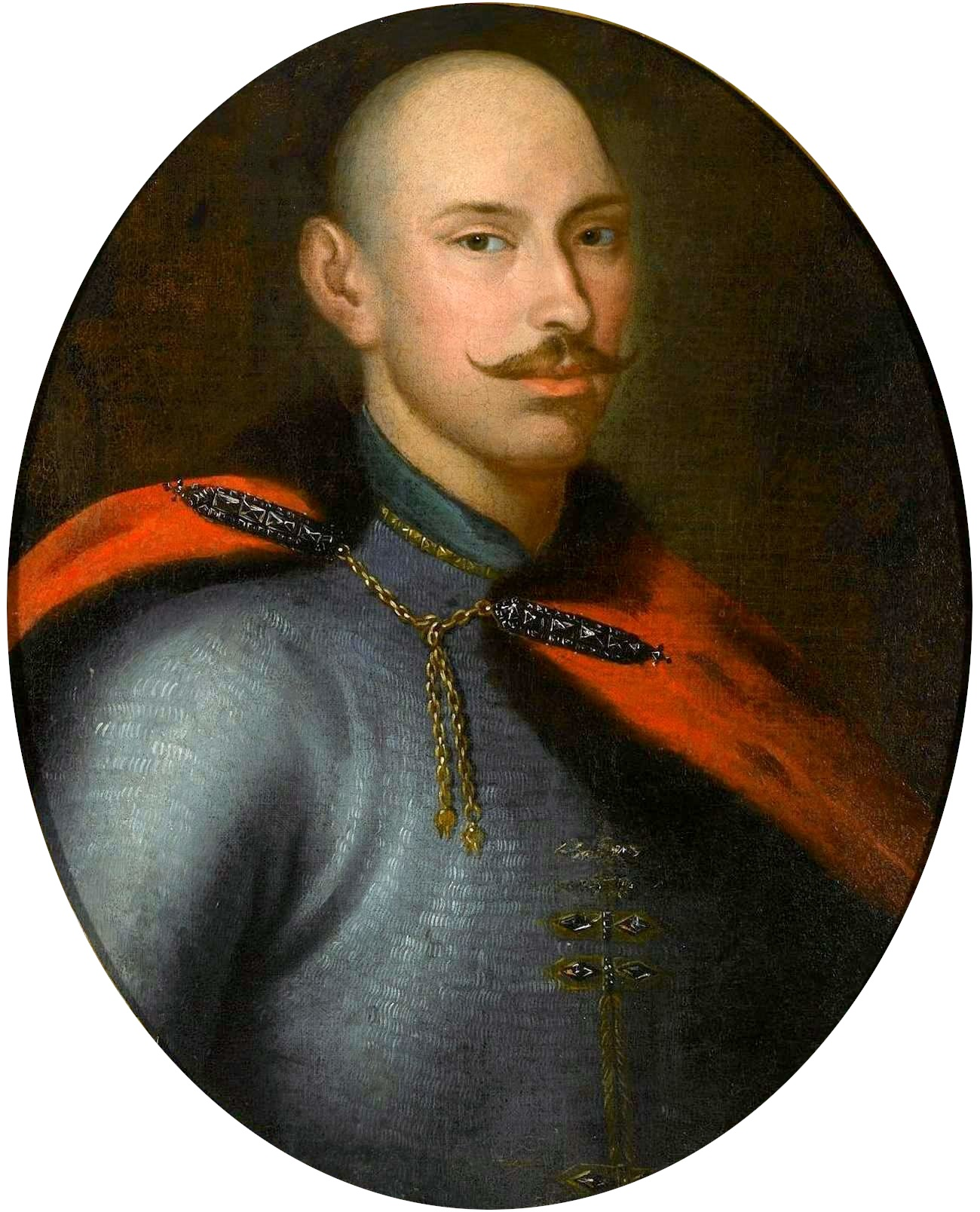
Andrzej Potocki

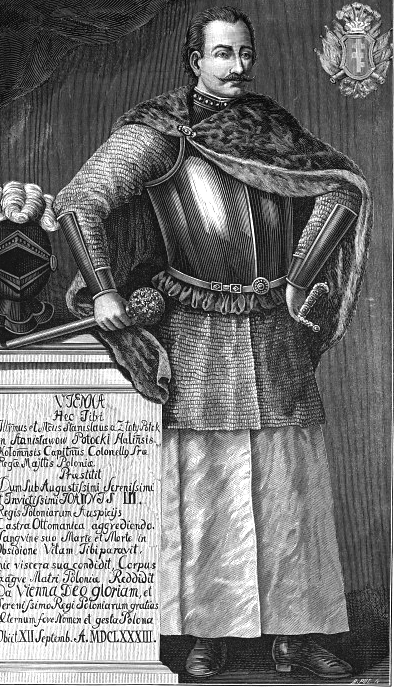
Stanisław Potocki

Krzyż trynitarzy

7 maja 1662 miasto Stanisławów otrzymało prawo magdeburskie, co pozwoliło w celu ekonomicznym stworzyć rynek miasta, jednocześnie umożliwiając jego mieszkańców do organizowania władz miasta na czele z wójtem, radą miasta i sądem miasta. Prawa magdeburskie również dało możliwość utworzenia różnych sklepów rzemieślniczych, cechów rzemieślników niezależnych i, co najważniejsze, wolności wyznania. Jednak dopiero 14 sierpnia 1663, miasto i jego prawa zostały uznane przez Koroną Polską, gdy Jan II Kazimierz Waza ostatecznie zatwierdził heraldykę miasta. Pierwszym architektem Stanisławowskiej twierdzy był Francisco Corasini z Awinion, kiedy Andrzej Potocki wszczął przebudowę Zabłotowa i wsi Knihinin w twierdzę w 1650 roku. Twierdza składała się z dwóch głównych bram, które były znane jako Halicka brama (zwana także bramą Lwowską) i Tyśmienicka brama (zwana także bramą Kamieniecką). Nazwy są podane dla kierunku, w jakim zostały zbudowane. Wtedy nie było jeszcze mniejszej bramy znanej jako ormiańska lub Zabłocka.
Już w 1662 Andrzej Potocki ufundował budowę świątyni rzymskokatolickiej pod wezwaniem Najświętszej Marii Panny, św. Andrzeja i św. Stanisława, zastępując tym samym dotychczasowy kościół drewniany. W 1669 świątynia została podniesiona do godności kolegiaty. W dniu 17 września 1662 Andrzej Potocki wydał kolejny rozkaz o udzieleniu miejsca społeczności żydowskiej miasta w samorządzie i pozwolenie na budowę własnej szkoły, budynków społecznościowych i innych. Także ufundował prawosławnym cerkiew i szkołę. W dniu 23 maja 1663 ormiańskiej społeczności miasta wolno było budować własny kościół (sprawił go własnym sumptem Potocki), który został zakończony w 1665 roku. Także w 1663 roku przybyli do Stanisławowa trynitarze z Warszawy. W dniu 24 kwietnia 1664 r. nowo powstała miejska gildia mięsna otrzymała „20 lat wolności” (zwolnienia od opodatkowania). W 1666 r. została zakończona budowa drewnianego ratusza miasta. W 1695 syn „Rewery” Józef Potocki ufundował nowy ratusz na planie krzyża w miejsce starego wzniesionego przez ojca. W 1669 Potocki założył w mieście szkołę tzw. Kolonię Akademicką po auspicjami Akademii Krakowskiej.
W 1672 twierdza została rekonstruowana z drewna na cegłę. Również powstał nowy duży warowny pałac Potockich w miejscu starego mniejszego i drewnianego. Dziś budynek służy jako szpital wojskowy. W tym samym roku Żydzi otrzymali prawa na stałe osiedlenie się i zezwolenia na wykonywanie pracy i handlu jako „wśród mieszkańców polsko-ruskiego i ormiańskiego narodu”, a także „prawa do opuszczenia miasta na woli”. Wkrótce Turcy podbili twierdzę Kamieniec Podolski w 1672 i wtedy Stanisławów, wraz z Haliczem, stał się główną twierdzą przeciwko siłom tureckim. Został zaatakowany i był oblegany na początku września 1676, ale Turkom nie udało się zdobyć i zgrabować miasto. Jednak niektóre z fortyfikacji Stanisławowa były tak zniszczone, że w 1677 r. Sejm w Warszawy zwolnił miasto ze swoich obowiązków podatkowych. Również w dniu 12 września 1683 w walce z Turkami pod Wiedniem zginął najstarszy syn założyciela miasta – Stanisław. Jego ciało zostało przeniesione do miasta i pochowane w parafialnym kościele rodziny Potockich, znanym również jako Fara (obecnie Muzeum Sztuki na Placu Szeptyckiego).
W latach 1715–1729 wzniesiono z fundacji Potockich kościół i klasztor dla jezuitów.

### Zabór austriacki (1772-1918)
Po rozbiorach Polski Stanisławów znalazł się w zaborze austriackim w granicach Austrii (w ramach Królestwa Galicji i Lodomerii), od 1804 Cesarstwa Austriackiego, a od 1867 r. Austro-Węgier. Austriacy zburzyli fortyfikacje miasta (fragmenty przetrwały do dziś), zrujnowali zamek a pałac zamienili na szpital. W 1880 roku w mieście było 18626 mieszkańców – 9.734 Polaków, 6998 Żydów (w tym Niemców), 1643 Rusinów i 42 Czechów.

### II Rzeczpospolita (1918–1939)
W okresie odzyskiwania przez Polskę niepodległości po zakończeniu I wojny światowej Stanisławów był przedmiotem walk między Polską a ZURL (1919r.). Po powrocie miasta w granice Polski stał się siedzibą władz województwa stanisławowskiego i trzecim co do wielkości miastem Małopolski. 14 czerwca 1930 roku do Stanisławowa włączono miasto Knihinin. W 1931 liczył około 60 000 mieszkańców.
W 1928 założono w mieście cmentarz katolicki „u Spuziaka”. W okresie II RP w mieście funkcjonował m.in. polski Teatr Pokucko-Podolski.

### II wojna światowa (1939–1944)
Po agresji ZSRR na Polskę 17 września 1939 Stanisławów został okupowany przez Armię Czerwoną.
Sowieckie władze okupacyjne po przeprowadzeniu pseudowyborów dokonały w październiku 1939 formalnej aneksji okupowanych terenów II Rzeczypospolitej. Konsekwencją aneksji było narzucenie mieszkańcom terenów okupowanych obywatelstwa ZSRR i rozpoczęcie procesu sowietyzacji terenów okupowanych i systematycznych represji policyjnych NKWD. Powyższe akty prawne, sprzeczne z Konwencją haską IV (1907) były nieważne w świetle prawa międzynarodowego i nie były uznawane zarówno przez Rząd RP na uchodźstwie, jak i państwa sojusznicze wobec Polski, a także państwa trzecie (neutralne) przez cały czas trwania II wojny światowej. W 1940 został założony tu Uniwersytet Przykarpacki im. Wasyla Stefanyka.
Sowieci wprowadzili terror polityczny, dokonywali masowych aresztowań przedstawicieli polskich i ukraińskich elit politycznych, masowych wywózek i grabieży majątku. Planowo niszczyli naukę i kulturę polską, a przedstawicieli inteligencji, Kościoła, wojska, działaczy społecznych i politycznych zsyłali do systemu obozów koncentracyjnych Gułagu lub mordowali. Katownia NKWD mieściła się m.in. w gmachu Sądu Wojewódzkiego (dawna ul. Bilińskiego) i w stanisławowskim więzieniu. W więzieniu, którego limit miejsc wynosił 472, przebywało zwykle ponad 2200 więźniów.
Po rozpoczęciu niemieckiej inwazji na ZSRR funkcjonariusze NKWD zamordowali od 1200 do 2500 osób przetrzymywanych w stanisławowskim więzieniu. Zwłoki niektórych ofiar odnaleziono w Demianowym Łazie nieopodal wsi Pasieczna oraz w Posieczu. Część więźniów zdołała uciec z więzienia, m.in. dzięki pomocy kpt. Ignacego Lubczyńskiego oraz grupy młodzieży ze „Strzelca” i Przysposobienia Wojskowego.
Po wyparciu Sowietów przez wojska niemieckie i utworzeniu przez Adolfa Hitlera Dystryktu Galicja Stanisławów był w latach 1941–1944 siedzibą powiatu w Dystrykcie Galicja Generalnego Gubernatorstwa.
W latach 1941–1943 w mieście znajdowało się getto żydowskie. Niemcy dokonali eksterminacji zamieszkującej Stanisławów ludności żydowskiej. Z 30 tys. Żydów ocalało kilkuset.
W czasie okupacji hitlerowskiej ukraińska policja pomocnicza z rozkazu SS-Hauptsturmführera Hansa Krügera dokonało masowych aresztowań 250-300 przedstawicieli polskiej inteligencji Stanisławowa, których rozstrzelano w pobliskim Czarnym Lesie w nocy z 14 na 15 sierpnia 1941. Tu 26 lipca 1942 r. został zamordowany przez Niemców m.in. o. Peregryn Haczela wraz z br. Stefanem Kosiorkiem i o. Remigiuszem Wójcikiem za ukrywanie Żydów w Haliczu, oraz polski pedagog ze Stanisławowa Władysław Łuczyński. Pochowany jest tu także polski ksiądz rzymskokatolicki Józef Smaczniak zmarły na tyfus w niemieckim więzieniu w Stanisławowie po roku zadawania fizycznych tortur.
27 lipca 1944 Stanisławów został ponownie okupowany przez Armię Czerwoną (1 Front Ukraiński).
Po konferencji jałtańskiej (4-11 lutego 1945), wyłoniony w konsekwencji jej ustaleń Tymczasowy Rząd Jedności Narodowej podpisał 16 sierpnia 1945 umowę z ZSRR, uznając nieco zmodyfikowaną linię Curzona za wschodnią granicę Polski, w oparciu o porozumienie o granicy zawarte pomiędzy PKWN i rządem ZSRR 27 lipca 1944. W konsekwencji umowy Stanisławów został włączony do ZSRR jako część USRR, a jego polską ludność wysiedlono, głównie na Ziemie Odzyskane.

### USRR (1944–1991)
Od 1945 w granicach Ukraińskiej SRR. Wówczas większość mieszkających w mieście Polaków została siłą wygnana ze Stanisławowa. Zdecydowana większość mieszkańców dawnego Stanisławowa osiedliła się w Opolu. Stanisławów i okolice były miejscem przesiedlenia obywateli polskich pochodzenia ukraińskiego i łemkowskiego w związku z repatriacją ludności ukraińskiej w latach 1944–1946, m.in. z okolic Krynicy-Zdroju.

### Ukraina (od 1992)
Na początku lat 90. XX wieku miasto stanowiło ośrodek ukraińskiego ruchu niepodległościowego. Obecna nazwa miasta jest dłuższa niż jedno słowo i w związku z tym ludność czasami odnosi się do niego jak Frankiwsk czy nawet Franyk.
Od 2007 w Iwano-Frankiwsku wydawany jest Kurier Galicyjski.
Na początku stycznia 2009 władze ukraińskie odsłoniły pomnik wybudowany w mieście na cześć Stepana Bandery. 6 maja 2010 Rada Miejska Iwano-Frankiwska nadała honorowe obywatelstwo tego miasta Stepanowi Banderze i Romanowi Szuchewyczowi.